# Dreifaltigkeitssäule (Stockerau)

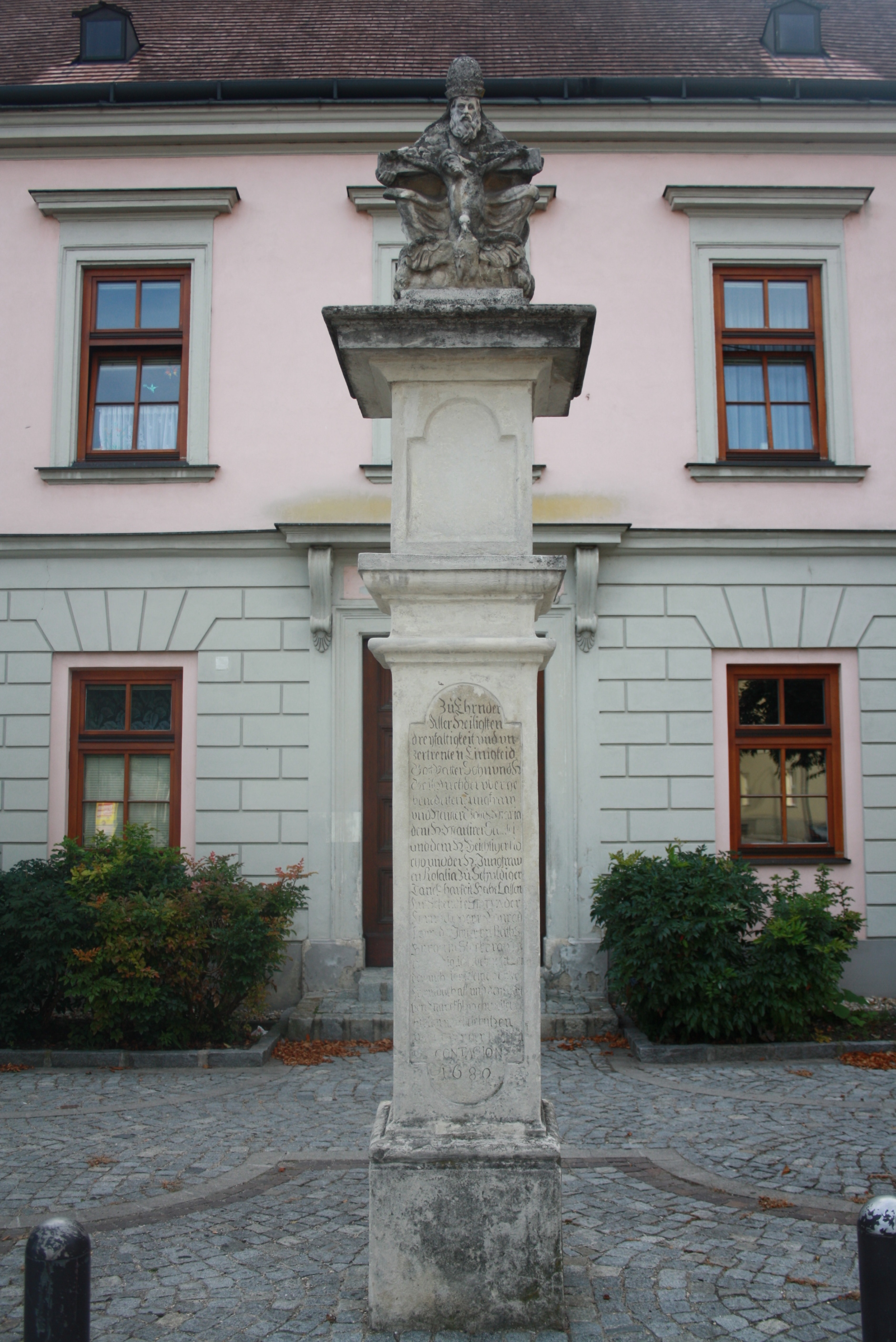
Dreifaltigkeitssäule in Stockerau

Die Dreifaltigkeitssäule (auch: Pestsäule) in der Stadtgemeinde Stockerau in Niederösterreich wurde 1680 errichtet. Sie steht vor dem Wohnhaus an der Adresse Brodschildstraße 9 und steht unter Denkmalschutz.
Sie wurde 1680 vom Marktrichter Konrad Paur gestiftet. Ihr ursprünglicher Standort war bis 1841 der Cholera-Friedhof bei der Bürgerspitalskapelle Stockerau, dann wurde sie an den heutigen Standort übertragen.